# Laurent Leksell
Laurent Leksell, född 14 december 1952 i Lund, är en svensk ekonomie doktor, företagsledare och entreprenör.
Tillsammans med sin far Lars Leksell startade Laurent Leksell Elekta AB 1972 under studietiden på Handelshögskolan i Stockholm.  Elekta är ett medicintekniskt företag specialiserat på behandling av cancer och neurokirurgiska sjukdomar. Leksell var VD på Elekta mellan 1972 och 2005, och är idag huvudägare och styrelseordförande i företaget.

## Biografi
Laurent Leksell är son till professor Lars Leksell (1907-1986), professor i neurokirurgi vid Karolinska Institutet, Stockholm. Lars Leksell uppfann bland annat Strålkniven vilken lade grunden till Elekta AB. Laurents mor, född Ludmila Soubotian (1918-1965), hade armeniskt-iranskt påbrå. Laurent Leksell är den näst yngste av 5 syskon. 
Familjen Leksell flyttade 1959 från Lund till Stockholm där Laurent Leksell började på Broms Skola. 1968 började han på internatskolan Sigtunaskolan där han tog examen tre år senare. År 1971 började han på Handelshögskolan i Stockholm, och startade året därefter Elekta AB. Åren 1973-1974 gjorde han militärtjänst vid bland annat Tolkskolan och förflyttades sedan till tjänst som kryptör och signalspanare. År 1974 tog Laurent Leksell examen som civilekonom vid Handelshögskolan.
År 1979 gifte sig Laurent Leksell med Marianne Åström, och de fick fyra barn. 

## Akademisk karriär
Efter examen från Handelshögskolan i Stockholm år 1974 började Leksell en akademisk karriär som forskare och lärare på Handelshögskolan och dåvarande Institutet för Företagsledning (IFL) åren 1975-1981. Leksell arbetade vidare som Assistant Professor i International Finance, University of Hawaii, USA. 1978-1979 var Leksell Visiting Scholar på Harvard Business School, Boston, USA. År 1979 disputerade Leksell till Ekonomie doktor med en avhandling med titeln ”Management of subsidiary-headquarter relationships in Multinational Corporations” samt promoverades 1981. Åren 1979-1980 innehade Leksell tjänst som Assistant Professor i Business Strategy & Management på managementskolan Insead i Frankrike. År 1981 lämnade Leksell sin lärartjänst på Handelshögskolan för att grunda internationellt konsultbolag inom Management, Finance och Strategy vid namn Nordic Management AB i Stockholm. 

## Professionell karriär
Leksell, tillsammans med Kjell Spångberg och Ulf Lindgren, grundade 1981 konsultföretaget Nordic Management AB, där de hade svenska likväl som utländska storföretag som kunder. Leksell med kollegor utvecklade även som dotterbolag Business Training Systems (BTS), ett konsultföretag inom bolagsstrategier, förändringsarbete samt chefsutbildningar.
Leksell sålde sitt ägande i Nordic Management 1986 till sina partners för att på heltid kunna arbeta som VD och koncernchef på Elekta. Elekta hade då en årsomsättning ca 2 MSEK. Samma år installerades den första strålkniven Leksell Gamma Knife på University of Pittsburgh Medical Center och Leksell började utveckla Elekta. Bolaget hade då fyra anställda.
1994 börsnoterades Elekta AB på OMX i Stockholm och har 2018 en omsättning på ca 13 Miljarder SEK och ca 4000 anställda. År 2005 lämnade Leksell över arbetet som VD och koncernchef i Elekta till Tomas Puusepp för att bli arbetande styrelseledamot och 2013 styrelsens ordförande.
Leksell med familj har etablerat Bonit Capital, ett family office. Bonit Capitals rötter ligger inom vetenskap och industri, men de investerar globalt över olika sektorer och tillgångsklasser med fokus på innovation, hållbarhet och initiativ av den privata sektorn. 
Bland Bonit Capitals initiativ ingår även Leksell Social Ventures AB, en non-profit impact investerare med fokus på finansiering av social innovation.
Leksell publicerade 2018 biografin Strålande Tider - Hur jag gjorde Elekta till ett världsföretag. Boken skildrar bland annat Leksells familjehistoria, hans akademiska karriär och grundandet av Elekta och andra företag. 

## Samhällsengagemang
År 2005 blev Leksell ordförande i Stockholms Stadsmission en post han höll i 10 år till 2015. 
Åt 2014 grundade Laurent Leksell med familj Leksell Social Ventures (LSV), en impact investor med fokus på finansiering av social innovation inom bland annat psykisk ohälsa, utbildning samt social integration och inklusion. 

## Uppdrag
Styrelseledamot i Elekta AB sedan 1972 och styrelseordförande sedan 2013. 
Styrelseordförande i Stockholms Stadsmission 2005-2015.
Styrelseordförande i Leksell Social Ventures sedan 2014. 
Styrelseledamot i International Chamber of Commerce (ICC) sedan 2015. 
Styrelseledamot i Handelshögskolan sedan 2017 och styrelseordförande sedan 2018. 

## Utmärkelser
Leksell blev tilldelad “Entrepreneur of the Year” 2007 i Sverige av Ernst & Young, baserat på kriterier inklusive “entreprenörsanda, finansiell prestation, och personlig integritet och inflytande.” Han representerade sedan Sverige i världsfinalen av “Entrepreneur of the Year” i Monte Carlo, Monaco. 
2010 tog Leksell emot Kungliga Vetenskapsakademiens (IVA) Guldmedalj, tilldelad en person som bidragit med en “särskilt framstående prestation inom Akademins aktivitetsområden såsom uppfinningar, forskning, kunskapsbidrag, teknologi och administration". 
2011 tog Leksell emot Kungliga Patriotiska Sällskapets Näringslivsmedalj “för framgångsrikt entreprenörskap som bidragit till svenskt näringslivs utveckling”. 
Leksell erhöll 2013 HM Konungens Medalj i Serafimerordens band för sina “framstående insatser inom det svenska samhället och näringslivet.” Medaljen är tilldelad av Kung Carl XVI Gustaf.